# Theater am Gleis
Das Theater am Gleis ist ein 1979 von dem Verein Initiative Leute gegründetes Kleinkunsttheater in Winterthur, Schweiz.

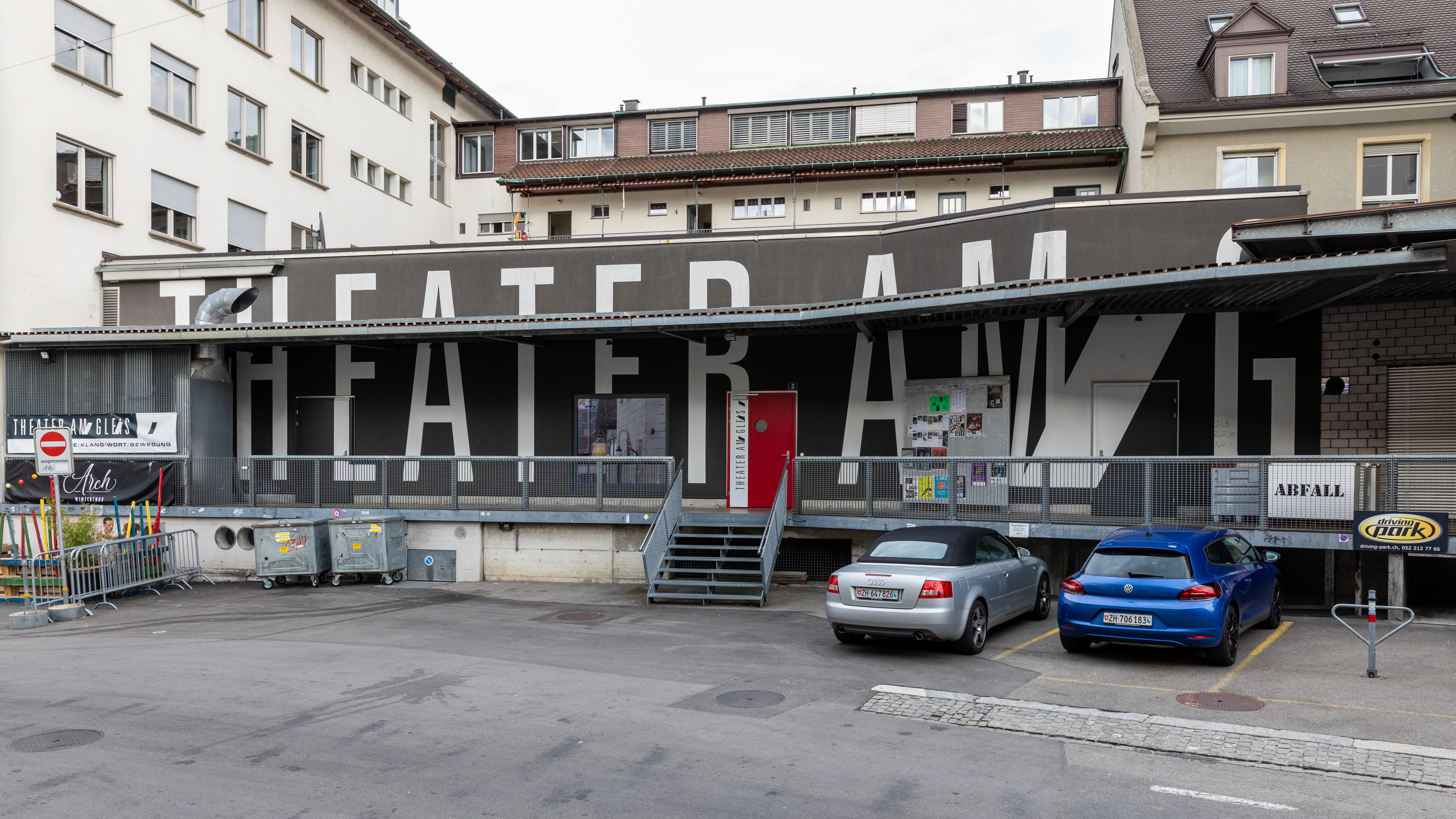
Theater am Gleis, 2017

## Geschichte
Der Betrieb wurde in einer alten Fabrikhalle in der Paulstrasse 18 aufgenommen. Ziel war die Förderung von Kleinkunst und Kindertheater. Die Fabrikhalle hinter dem Hauptbahnhof diente als Inspiration für die Benennung. Die Gebäude wurden 1989 abgerissen. Die Vorstellungen wurden vorübergehend im Freien unter einem Zelt aufgeführt. 1990 wurde eine neue Spielstätte gefunden, die «Loge» am Oberen Graben. Sieben Jahre später war das Theater zu gross für die «Loge» geworden und zog um. Das neue Gebäude liegt an der Unteren Vogelsangstrasse und damit wieder unmittelbar in der Nähe des Hauptbahnhofs.
Für die Verdienste des Theaters im kulturellen Bereich erhielt es 2002 den mit 10'000 Franken dotierten Kulturpreis der Stadt Winterthur.

## Gastspiele
Die Programmation der Gastspiele wird für jede Sparte/Reihe von einer eigenen Programmgruppe erarbeitet. Die Mitglieder der Programmgruppen sind ehrenamtlich tätig.
Das Programm umfasst Theater für Erwachsene und Kinder, Improvisation, Konzerte, Tanz und literarische Programme. Mit dem Ensemble TaG hat das Theater am Gleis ein hauseigenes Ensemble für neue Musik. Weitere Musikreihen sind das Molton Festival, Fisch und Vogel und Songs & so.
Das Theater am Gleis ist auch Produktionsort, zahlreiche Gruppen erarbeiten hier ihre Produktionen und bringen sie zur Premiere.